# Aethalura semivirgata
Aethalura semivirgata là một loài bướm đêm trong họ Geometridae.